# Trichocerota rubripectus
Trichocerota rubripectus is een vlinder uit de familie wespvlinders (Sesiidae), onderfamilie Tinthiinae.
Trichocerota rubripectus is voor het eerst wetenschappelijk beschreven door Xu & Liu in 1993. De soort komt voor in het Oriëntaals gebied.